# Poulx
Poulx – miejscowość i gmina we Francji, w regionie Oksytania, w departamencie Gard.
Według danych na rok 1990 gminę zamieszkiwało 1630 osób, a gęstość zaludnienia wynosiła 137 osób/km² (wśród 1545 gmin Langwedocji-Roussillon Poulx plasuje się na 231. miejscu pod względem liczby ludności, natomiast pod względem powierzchni na miejscu 653.).